# Kikhonda
Kikhonda ist ein ländlicher Verwaltungsbezirk (englisch Ward) des Distrikts Mkalama in der tansanischen Region Singida.

## Geografie
Kikhonda ist ein Bezirk im nördlichen Zentralteil von Tansania etwa 40 Kilometer Luftlinie nördlich der Regionshauptstadt Singida. Bei der Volkszählung 2022 lebten 10.551 Menschen in 1829 Haushalten auf einer Fläche von 105 Quadratkilometern.
Der Bezirk grenzt im Südosten und im Süden an den Distrikt Singida (DC) und sonst an vier Bezirke des Distrikts Mkalama:
| Kinyangiri | Ilunda                                      | Kinampundu |
|            | Kompassrose, die auf Nachbargemeinden zeigt |            |
| Iguguno    | Ughandi                                     | Mtinko     |

## Gliederung
Der Bezirk besteht aus drei Gemeinden (swahili Mtaa) mit zwölf Orten (Kitongoji):
| Kikhonda - Mrumba - Msumbiji - Dodoma - Mnyughe - Kikhonda | Kenke - Misisiri - Nkola | Mbigigi - Misimame - Mbigigi - Shule - Misuna - Irama |

## Infrastruktur
- Bildung: Die Kikhonda Secondary School ist eine staatliche weiterführende Tagesschule mit einer Ausbildung bis zur 4. Stufe.[7]
- Gesundheit: Im Bezirk gibt es eine staatliche Apotheke.[8]